# Български правопис
Българският правопис се състои от правописните правила на български език, чиято употреба е задължителна за българския книжовен език.

## Основни характеристики на българския правопис

### Азбука
Българският език се изписва на кирилица. Основно правило на българския правопис е съответствието на звук и буква и точно определените правила, по които това съответствие се променя. Има обаче и много изключения, тъй като изписването на думите в българския език не се прави напълно фонетично.

### Правописни принципи
Основният правописен принцип, който се прилага в българския език, е морфологичният – според него корените на думите, представките, наставките и окончанията се пишат еднакво във всички думи. Традиционният принцип също е застъпен – например в позиции, при които правилата за произношение позволяват използване на повече от една буква за описване на дадения звука („втори“ вместо фтори). Третият принцип е фонетичният. Според него, думите се пишат така, както се изговарят.
Запазването на традиционния правопис на думите играе значително по-слаба роля в българския правопис, отколкото при някои други езици (house вм. haus, bitch вм. bich и прочее например в английския), където заради запазване на стари форми на изписване на думата, отговарящи на по-стари нейни произношения, се получава разминаване в днешното изписване и произнасяне.
Всяка реч внася нюанси на произношението, които варират за различните говорители, общности и прочее, които нюанси обаче не се отразяват писмено. Например ако изразът „едва ли“ в речта може да се чуе или произнесе като „едвали“, то той изобщо не се пише слято. Тоест идеята за равенство между произношение и изписване е една доста обща и опростена визия, но в никакъв случай не е определяща за българския правопис във всяко едно отношение. Писменият български език не е абсолютно зависим от перформативността в речта, която никога не може да бъде толкова нормирана, дори в книжовния език, както писания текст.
Тези, които се предоверяват на горното правило, най-общо пишат неправилно думи като „сабрание“, „Авганистан“ и т.н., вместо „събрание“, „Афганистан“, които са коректните изписвания. Най-силно подобни грешки се забелязват при латинско изписване на думите в чатове, есемеси, интернет и други интерактивни медии, или още „шльокавицата“, поради което може да се предположи, че причината е в немарливостта и смесването на всевъзможни варианти на означаване на звук и буква. За по-подробни описания за причините за подобни видове грешки и фонетичните принципи, които им подлежат, вж. озвучаване на съгласни, редукция на неударените гласни в българския език.

## Речници
Справки за правописа на думите, когато има съмнение или неяснота се правят в българския правописен речник, по възможност негово последно издание. За авторитетни издания на правописните речници се смятат изданията на БАН. Последният издаден правописен речник е „Официален правописен речник на българския език“, изд. Просвета, 2012 г.

## Най-често срещани грешкиднес[неясно?]
1. Неправилно изписване на множественото число, което завършва на „ии“, а не на „ий“: правилно е да се напише „гении“, а не „гений“; „гемии“, а не „гемий“; „случаи“, а не „(много) случай“.
2. Неправилно изговаряне на окончанията „а“ и „ят“. Пише се „приятелят“, но се изговаря [прия̀тел'ът], защото окончанието „ят“ е в неударена сричка. Пише се „долината“, но се изговаря [долина̀тъ], защото „а“ е в неударена сричка.
3. Често се греши употребата на буквата „ь“ при писане. Тя се пише само след съгласен звук и никога след гласен, нито в началото на думата (тогава се пише „йо“): „Пеньо“, „Теньо“, „синьо“, но „Йовчо“, „Българийо“.
4. Неправилно удвояване на н: грешно се изписва и изговаря свещенният; правилно е свещеният, защото нечленуваната форма за м.р. ед.ч. завършва на -ен (свещен); ако думата завършва на -нен, тогава н се удвоява – конен > конният.
5. Неправилно използване на бройната форма на съществителни имена в мъжки род, често допускана грешка от журналисти, политици и други коментатори в медиите. Правилно е да се каже „в левове“ и „стотици хиляди кубически метри“, защото се изразява неопределност, а не „в лева“ и „стотици хиляди кубически метра“, употребявайки бройната форма. Ако трябва да се посочи точно количество, тогава участва бройната форма – казва се „сто лева“ или „сто хиляди кубически метра“ (100 000 куб. м).
6. Неправилно съгласуване по род и число на неопределителните местоимения някой, някоя, някое, някои със съответните съществителни. Грешно се съчетава някой със съществителни в мн.ч.: някоѝ хора, някоѝ деца, някоѝ жени вместо правилните някои хора, някои деца, някои жени; грешни са съчетанията някоѝ жена, някоѝ дете вместо правилните някоя жена, някое дете.
7. Грешене на формата за мн.ч. на думата министър: Идеята се обсъжда на кръгла маса „Ведомственото здравеопазване – перспективи и развитие“ с участието на министърите на вътрешните работи, отбраната и здравеопазването. Правилната форма е министрите – гласната ъ се редуцира.[2]
8. Имена на райони, региони и местности, образувани от собствени имена, се пишат с главна буква: Скача броят на ухапаните от кърлежи във Варненско. Така и: Бургаско, Сливенско, Софийско, Пиринско, Видинско и т.н.
9. Грешно се пишат и изговарят думите лакът и съжалявам като лакет и съжелявам. Проверка: жал — жален — жалба.

### Грешки при членуване
1. Съществителни имена, които означават лица и завършват на деятелните наставки -ар, -тел, -яр, а също така които окончават на -ѝ, се пишат с пълен член -ят и кратък член -я. Примери: герой – героят – героя, млекар – млекарят – млекаря, писател – писателят – писателя. Грешно е: млекар – млекарът – млекара. Думите катинар и пазар завършват на -ар, но не означават лица, затова се членуват с -ът и -а. Обаче следните следните десет съществителни се членуват меко: цар, крал, ден, сън, кон, огън, път, зет, лакът, нокът.

### Грешки при употребата на предлози
1. Неправилно съчетаване на предлог със съществителното повърхност: Само преди месец астрономите съобщиха, че са наблюдавали как две комети се взривяват в повърхността на нашата звезда. Правилно е на повърхността.
2. Неправилно съчетаване на наречие с предлог: Нашата ДНК се изменя благодарение от разликите в кода ѝ, което я прави по-различна от тази на родителите ни. Правилно е благодарение на.[3]
3. Пише се в действителност, а не вдействителност.

### Грешки на слятото, полуслято и разделно писане
1. неправилно изписване на „не знам“ като „незнам“ (още популярно като синдрома „незнам“). Правилото е, че отрицателната частица „не“, която пояснява глагола, се пише отделно от него.
2. неправилно изписване на наречия за време и за място: „до сега“ вместо „досега“, „от тук“ вм. „оттук“
3. неправилно изписване на представките „моно“ и „би“: грешното „моно-лингвистичен“ вместо правилното „монолингвистичен“, „би-лабиален“ вм. „билабиален“. Представките „моно“ и „би“ се пишат слято с останалата част на думата.
4. всички сложни прилагателни, образувани с представката световно, се пишат слято: световноизвестен, световноисторически, световнопризнат.
5. всички сложни думи, образувани с представката супер, се пишат слято, а не с тире, както често биват срещани.

### Синтактични грешки
1. В следното изречение: В същото време служителите в гражданска авиация обявиха, че ще стачкуват на 29 и 30 декември. грешката е в „гражданска авиация“, защото е сбъркан правописът, който в случая е зависим от контекста на изречението. Правилно е да се членува и да стане „гражданската авиация“, защото става въпрос за гражданската авиация като единно и обобщаващо съществително. Другото правилно изписване е без определителен член, но с главна буква – „Гражданска авиация“, ако това представлява някаква институция и тя е точно една – тогава не се употребява определителният член.
2. Неправилно съгласуване на частите в изречението: Засега бизнес отношенията между Кралство Саудитска Арабия и България не е на необходимото ниво, на което би трябвало да бъде, защото двете страни нямат дългогодишни отношения.  Отношенията е дума в множествено число, а това означава, че и сказуемото, което изразява действието на подлога, трябва да бъде глагол, спрегнат в мн.ч. (3 л.). Така правилното ще бъде да се каже: Засега бизнес отношенията между Кралство Саудитска Арабия и България не са на необходимото ниво, на което би трябвало да бъдат, защото двете страни нямат дългогодишни отношения.

### Пунктуационни грешки
1. Да разгледаме следното изречение, взето от сайта на Deutsche Welle на български: „При нас, в Полша имаме изпити през цялото време, а тук само в края на семестъра, през другото време човек дори може и да не ходи на курсовете.“ Тук грешката се състои в това, че в началото на изречението сложното обстоятелствено пояснение е разделено със запетая: При нас, в Полша. Правилно е: При нас в Полша. Така се пишат: тук в България, там в Европа, при тях в Азия и т.н.[4]
2. „Един от лекувалите царя, д-р В.Цончев заявява пред Илчо Димитров: „Доколкото ми е известно отрова, предизвикваща инфаркт не съществува. След редакцията правилната пунктуация е: „Един от лекувалите царя, д-р В. Цончев, заявява пред Илчо Димитров: „Доколкото ми е известно, отрова, предизвикваща инфаркт, не съществува.“. „д-р В. Цончев“ има пояснителен характер, намира се в средата на изречението, затова се обгражда от двете страни със запетая; същото се отнася и за „предизвикваща инфаркт“; „Доколкото ми е известно“ е в началото и се отделя с една запетая.